# Segrestos de Dawson's Field
El setembre de 1970, membres del Front Popular per a l'Alliberament de Palestina (FPAP) segrestaren quatre vols comercials destinats a Ciutat de Nova York i un per a Londres. Tres aeronaus van ser forçades a aterrar a Dawson's Field, un remot aeròdrom abandonat prop de Zarqa, Jordània, anteriorment usat com l'Estació de Zarqa de la Royal Air Force, que aleshores esdevingué l'Aeroport Revolucionari de l'FPAP. Al final de l'incident, un segrestador fou assassinat i un altre de ferit. Aquest fou el segon cas de segrest massiu d'aeronaus, després de la fugida de la Txecoslovàquia comunista de 1950.
El 6 de setembre, el vol TWA 741 de Frankfurt del Main (un Boeing 707) i el vol Swissair 100 de Zúric (un Douglas DC-8) va ser forçats a aterrar a Dawson's Field, anomenat així en honor del mariscal en cap de l'aire Sir Walter Dawson. El mateix dia, el segrest del vol El Al 219 d'Amsterdam (un altre Boeing 707) va fracassar: el segrestador Patrick Argüello fou disparat i mort, i la seva sòcia Leila Khaled va ser reduïda i posada a disposició de les autoritats britàniques de Londres. Dos segrestadors de l'FPAP que van ser previnguts de no embarcar al vol d'El Al, van segrestar, en canvi, el vol Pan Am 93, un Boeing 747, desviant l'avió primer a Beirut i després al Caire, més que no al petit aeròdrom jordà. El 9 de setembre, un cinquè avió, el vol BOAC 775, un Vickers VC10 que venia de Bahrain, va ser segrestat per un simpatitzant de l'FPAP i portat a Dawson's Field per tal de pressionar al govern britànic perquè allibarés a Khaled.
Mentre la majoria de les 310 ostatges va ser transferits a Amman i alliberats l'11 de setembre, el FPAP va segrestar les tripulacions de vol i passatgers jueus, mantenint els 56 ostatges jueus sota custòdia, mentre alliberava els no-jueus. Sis ostatges en particular van ser mantinguts perquè eren ciutadans estatunidencs, no necessàriament jueus: Robert Norman Schwartz, un investigador del Departament de Defensa dels EUA destinat a Tailàndia; James Lee Woods, l'assistent de Schwartz i responsable de seguretat; Gerald Berkowitz, un professor de química universitària estatunidenc i jueu; el rabí Abraham Harrari-Raful i el seu germà, el rabí Joseph Harrari-Raful, dos professors escolars de Brooklyn; i John Hollingsworth, un treballador del Departament d'Estat dels EUA. Schwartz, el pare del qual era jueu, era un convers al catolicisme. El 12 de setembre, previ a la data límit anunciada, el FPAP va utilitzar explosius per a destruir els avions buits, mentre van anticipar un contraatac.
L'activitat de l'FPAP en territori jordà era un exemple del cada vegada major activitat palestina àrab autònoma al Regne de Jordània – un repte seriós per a la monarquia haiximita del Hussein I. El monarca va declarar llei marcial el 16 de setembre i del 17 al 27 setembre desplegant les seves forces per àrees controlades pels palestins en el que s'ha acabat coneixent com a Setembre Negre de Jordània, gairebé provocant una guerra regional que implicava a Síria, Iraq i Israel. Tanmateix, una victòria jordana veloç va habilitar un tracte el 30 de setembre en que la resta d'ostatges retinguts per l'FPAP van ser alliberats a canvi de Khaled i tres membres més de l'FPAP d'una presó suïssa.

## Segrestos

### Vol El Al 219
El vol El Al 219 (un Boeing 707-458 inscrit com a 4X-ATB i número de sèrie 18071) tenia per orígen Tel-Aviv i destinació la Ciutat de Nova York. A bord tenia 138 passatgers i 10 membres de tripulació. Va fer escala a Amsterdam i, poc després, el nicaragüenc-estatunidenc Patrick Argüello i la palestina Leila Khaled el van segrestar.
El pla original era tenir quatre segrestadors a bord per a aquell vol, però les autoritats de seguretat israeliana vam impedir l'embarcament de dos d'ells a Amsterdam, ja que viatjaven amb passaports senegalesos amb números consecutius. En defecte, van adquirir bitllets de primera classe del vol Pan Am 93 i van col·laborar en el seu segrest.

Plantejant com a parell casat, Argüello i Khaled va entaular l'avió que utilitza els passaports hondurenys—havent-hi passat a través d'un control de seguretat del seu equipatge—i va ser assegut en la segona fila de classe turística. Una vegada que l'avió s'apropava la costa britànica, van dibuixar les seves pistoles i grenades i es va apropar el cockpit, entrada exigent. Segons Khaled, en una entrevista dins 2000,
"Tan mig una hora (després treure) vam haver de. Vam estar amunt. Vaig tenir la meva dues mà grenades i vaig mostrar tothom agafava els passadors fora amb les meves dents. Patrick va estar amunt. Vam sentir disparar només el mateix minut i quan vam travessar la primera classe, les persones cridaven però no vaig veure qui disparava perquè sigui darrere ens. Així que Patrick em va dir 'anar endavant protegeixo el vostre darrere.' Així que vaig anar i llavors va trobar una hostessa i ella m'anava a agafar ronda les cames. Així que em vaig afanyar, va assolir al cockpit, va ser tancat. Així que xisclava 'obrir la porta.' Llavors l'hostessa va venir; va dir ésté dues mà grenades,' però no van obrir (el cockpit porta) i de cop aguaitava per bufar cap amunt de l'avió. Era refrany 'comptaré i si no obres bufaré cap amunt de l'avió.'"

Després de ser informat per intercom que un hijacking era dins progrés, Capità Uri Bar Lev va decidir no a accede a les seves demandes:
"Vaig decidir que no anàvem a ser hijacked. El xicot de seguretat seia aquí a punt per saltar. Li vaig dir que anava a posar l'avió a modede G negatiu. Tothom cauria. Quan vas posar l'avió a negatiu, és agrada ser en un ascensor de caure. En comptes de l'avió que vola d'aquesta manera, ell capbussaments i tothom que està estant cau."
Bar Lev va posar l'avió a un costerut nosedive que va tirar el dos hijackers fora-equilibri. Argüello Segons es diu va tirar el seu únic grenade avall l'avió aisle, però va fallar per explotar, i va ser copejat sobre el cap amb una ampolla de whiskey per un passatger després que va dibuixar el seu pistol. Argüello Va disparar steward Shlomo Vider i segons els passatgers i personal de seguretat israeliana, era llavors disparat per un mariscal de cel. El seu accomplice Khaled era subdued per seguretat i passatgers, mentre l'avió va fer un aterratge d'emergència a London Heathrow Aeroport; ella llavors reclamat que Argüello va ser disparat quatre temps en l'enrere després que ell i Khaled va fallar a hijack l'avió. Vider Va experimentar cirurgia d'emergència i recuperat de les seves ferides; Argüello mort en l'ambulància que agafa tant li i Khaled a Hillingdon Hospital. Khaled Era llavors arrestat per policia britànica.

#### Nacionalitats al vol 219
| Nacionalitat  | Passatgers | Tripulació | Total |
| ------------- | ---------- | ---------- | ----- |
| Israel        | 118        | 10         | 128   |
| Països Baixos | 10         | 0          | 10    |
| Estats Units  | 9          | 0          | 9     |
| Canadà        | 1          | 0          | 1     |
| Total         | 138        | 10         | 148   |

### Vol TWA 741
El vol TWA 741 (Boeing de tipus 707, serial 18917/460, inscripció N8715TPlantilla:Airreg) era una ronda-el-el vol mundial que porta 144 passatgers i una tripulació d'11. El vol en aquest dia volava d'@Tel-Aviv, Israel a Grècia d'Atenes, Frankfurt sóc Principal, Alemanya, i llavors a Ciutat de Nova York, i era hijacked en el Frankfurt-cama de Nova York. En una entrevista per la pel·lícula Hijacked, Vol 741 sobrecàrrec, Rudi Swinkles, va recordar, "vaig veure un passatger que corre cap a primera classe. Vaig córrer després que li, i quan va venir a primera classe al cockpit, va girar al voltant, va tenir una pistola en la seva mà, i assenyalat la pistola a mi, i dit, 'Tornar, torna.' Tan de seguida, jo dove darrere del bulkhead primera classe divider, i vaig amagar darrere el, aquí."
Va aterrar al camp de Dawson dins Jordània a 6:45 temps p.m. local.
Hijackers Control obtingut del cockpit i una femella declarada, "Això és el vostre capità nou parlant. Aquest vol ha estat agafat per damunt pel Front Popular pel Liberation de Palestina. T'agafarem a un país amistós amb persones amistoses."
Yitzchok Hutner I Tova Kahn i els seus nens eren també en l'avió.

#### Nacionalitats al vol 741
| Nacionalitat  | Passatgers | Tripulació | Total |
| ------------- | ---------- | ---------- | ----- |
| RFA           | 16         | 2          | 18    |
| Grècia        | 2          | 0          | 2     |
| Israel        | 55         | 0          | 55    |
| Índia         | 3          | 0          | 3     |
| Itàlia        | 1          | 0          | 1     |
| Països Baixos | 1          | 0          | 1     |
| Regne Unit    | 18         | 0          | 18    |
| Estats Units  | 51         | 9          | 60    |
| Total         | 144        | 11         | 155   |

### Vol Swissair 100
El vol Swissair 100 (DC de Douglas del tipus-8-53, HB d'inscripció-IDD, va anomenar Nidwalden) va construir dins 1963 portava 143 passatgers i 12 tripulació de Zürich-Kloten Aeroport, Suïssa, a JFK de Nova York. L'avió era hijacked per damunt minuts de França després del vol de TWA. Un mascle i una femella va agafar l'avió, un d'ells havent-hi un revòlver de plata. Un anunci va ser fet sobre el intercom que l'avió hi havia estat agafat per damunt pel PFLP mentre va ser desviat al camp de Dawson, augmentant el número d'ostatge a 306 ostatges.

#### Nacionalitats al vol 100
| Nacionalitat | Passatgers | Tripulació | Total |
| ------------ | ---------- | ---------- | ----- |
| França       | 3          | 0          | 3     |
| RFA          | 25         | 0          | 25    |
| Israel       | 20         | 0          | 20    |
| Suïssa       | 57         | 10         | 67    |
| Estats Units | 26         | 0          | 26    |
| Altre        | 14         | 2          | 16    |
| Total        | 145        | 12         | 157   |

### Vol Pan Am 93
El vol Pan Am 93 (Boeing de tipus 747, serial 19656/34, inscripció N752PAPlantilla:Airreg, Fortuna de Clíper del nom) portava 136 passatgers i 17 tripulació. El vol era de Brussel·les, Bèlgica, a Nova York, amb una aturada dins Amsterdam. El dos hijackers xocat del El Al vol entaulat i hijacked aquest vol com a objectiu d'oportunitat.

Dins-director de vol John Ferruggio recordat, 
"Érem a punt per treure dins Amsterdam, i l'aeronau va venir a una aturada sobtada al mig del runway. I Capità Priddy em va cridar amunt al cockpit i diu, 'm'agradaria tenir una paraula amb tu.' Vaig pujar al cockpit, i diu, 'tenim dos passatgers pel nom de Diop i Gueye.' Diu, 'Baixar i intentar trobar-los dins el manifestar, perquè m'agradaria tenir una paraula amb ells.' ... Així que Capità Priddy els va seure avall a aquests dos seients aquí. Els va donar un bastant bo pat. Van tenir un Styrofoam contenidor en la seva àrea d'engonal on van portar el grenade, i el 25-Cal. pistols. Però això vam descobrir molt més tardà."
L'avió primer aterrat dins Beirut, on ell refueled i va agafar molts associa del hijackers, juntament amb prou explosius per destruir l'avió sencer. Ell llavors aterrat dins Caire després que incertesa si l'aeroport de Camp del Dawson podria manejar la mida del Boeing nou 747 jet de jumbo. Director de vol John Ferruggio, qui va dirigir l'evacuació de l'avió, és abonat amb salvar els passatgers i la tripulació de l'avió. L'avió va ser bufat amunt a segons de Caire després que hi hagi estat evacuat. Un enregistrament d'àudio de Feruggio instruccions d'aterratge a passatgeres va ser feta per un d'ells i pot ser sentit en un informe Radiofònic Públic Nacional. El hijackers va ser arrestat per policia egípcia.

#### Nacionalitats al vol 93
| Nacionalitat  | Passatgers | Tripulació | Total |
| ------------- | ---------- | ---------- | ----- |
| Bèlgica       | 25         | 0          | 25    |
| França        | 25         | 0          | 25    |
| RFA           | 10         | 0          | 10    |
| Índia         | 2          | 0          | 2     |
| Països Baixos | 35         | 3          | 38    |
| Regne Unit    | 2          | 0          | 2     |
| Estats Units  | 23         | 14         | 37    |
| Total         | 138        | 17         | 155   |

### Vol BOAC 775
El 9 de setembre un cinquè avió, el vol BOAC 775, un Vickers VC10 (G d'inscripció-ASGN), de Bombay (ara Mumbai) a Londres via Bahrain i Beirut era hijacked després de departing Bahrain i forcibly va aterrar al camp de Dawson. Això era la feina d'un PFLP sympathizer que va voler el govern britànic per alliberar Leila Khaled.
Footage De l'avió que treu de Beirut pel camp de Dawson és en el Pathe Notícia archive.

#### Nacionalitats al vol 775
| Nacionalitat | Passatgers | Tripulació | Total |
| ------------ | ---------- | ---------- | ----- |
| Albània      | 5          | 0          | 5     |
| Dinamarca    | 15         | 0          | 15    |
| França       | 25         | 0          | 25    |
| RFA          | 5          | 0          | 5     |
| Índia        | 4          | 0          | 4     |
| Regne Unit   | 25         | 9          | 34    |
| Estats Units | 21         | 0          | 21    |
| Total        | 105        | 9          | 114   |

## Comptes d'ostatge

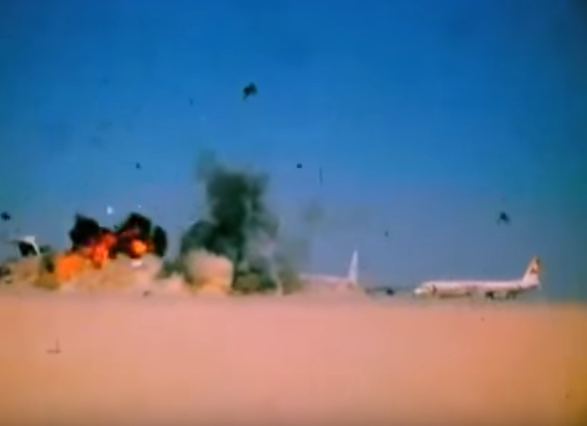
El ser d'aeronau bufat amunt davant de premsa internacional el 12 de setembre de 1970.

Unnamed Passatgers més tard recounted els seus dies com ostatges.
Parlant desconegut 1: "vaig ser aguantat ostatge en el front de l'avió pels Àrabs. No creurien que era un ciutadà americà, perquè van veure el meu passaport que era dins Israel dues setmanes abans que. Van pensar que vaig ser connectat amb l'exèrcit israelià, i vaig ser aguantat a punta de pistola davant de l'avió."
Parlant desconegut 2: "Bé, llavors van ser dits que érem hijacked a Beirut, el qual nosaltres, al principi érem, i tothom era per quedar tranquil i fer exactament què van dir."
Parlant desconegut 3: "vaig aterrar a l'aeroport, vam marxar, i van dir el capità que vam tenir tres minuts per evacuar; però no vaig pensar hi hi havia encara un parell de persones a bord quan van bufar el, van bufar la part de front de l'avió amunt. Van haver-hi dynamited el van tenir dinamita per tot arreu el front i el darrere de l'avió. Van portar damunt 20 quilos de dinamita plàstica o alguna cosa dins Beirut."

## Dies en el desert

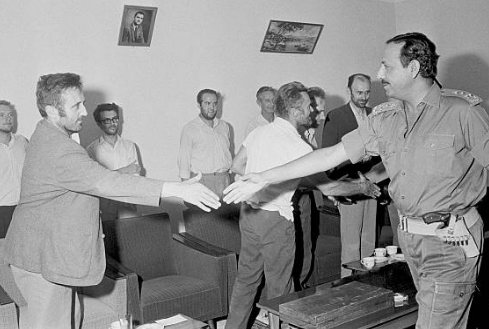
Cap d'Exèrcit jordà de personal Zaid ibn Shaker controls en el va alliberar ostatges, 25 setembre 1970.

El 7 de setembre de 1970, el hijackers va aguantar una roda de premsa per 60 membres dels mitjans de comunicació que havien fet la seva manera a quin era Aeroport "de Revolució cridada." Aproximadament 125 ostatges van ser transferits a Ammân, mentre l'americà, israelià, suís, i els ciutadans alemanys De l'oest van ser aguantats en els avions. Els passatgers jueus eren també va aguantar. Passatger Rivke Berkowitz de Nova York, va entrevistar dins 2006, va recordar "el hijackers va anar al voltant preguntant persones la seva religió, i vaig dir que era jueu." Un altre ostatge jueu, Barbara de 16 anys Mensch, va ser dit sigui "una presonera política."
Mentre grups dels passatgers restants i la tripulació van ser reunits en la sorra davant dels mitjans de comunicació, membres del PFLP, entre ells Bassam Abu Sharif, va fer declaracions a la premsa. Sharif Reclamat que l'objectiu del hijackings era "per obtenir l'alliberament de tot dels nostres presoners polítics jailed dins Israel a canvi dels ostatges."

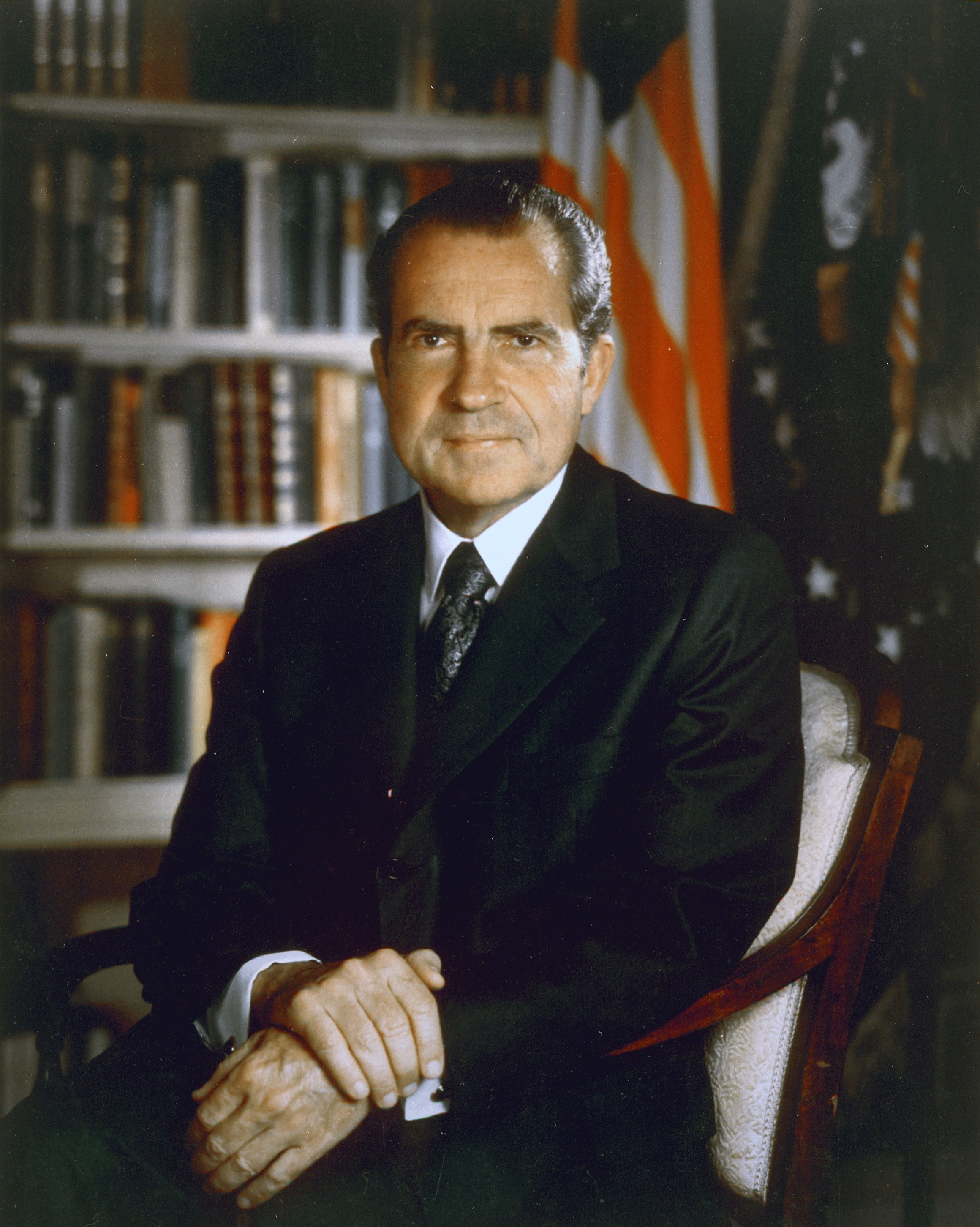
President dels Estats Units Richard Nixon aconsellat una resposta militar directa al hijackings.

En els Estats Units, President Richard Nixon conegut amb els seus assessors el 8 de setembre i va ordenar Secretari dels Estats Units de Defensa Melvin Laird per bombardejar el PFLP col·loca dins Jordània. Laird Rebutjat en el pretext que el temps era unfavorable, i la idea va ser deixada caure. El 82è Airborne la divisió va ser posada damunt alerta, la Sisena Flota va ser posada a mar, i l'aeronau militar va ser enviada a Turquia dins preparació per una vaga militar possible.

Per contrast, Primer ministre britànic Edward Heath va decidir negociar amb el hijackers, finalment acordant alliberar Khaled i altres a canvi d'ostatges. Això era amargament oposat pels Estats Units:
"Les tensions entre London i Washington són reflectides en un amargament acrimonious conversa telefònica entre Oficina Estrangera superior Senyor oficial Denis Greenhill i assessor de Casa Blanc sènior Joseph Sisco. ... 'Penso que el vostre govern voldria pesar molt, molt amb compte la classe de outcry que ocorreria en aquest país contra el vostre agafant aquesta classe d'acció.' Greenhill Va respondre: 'Bé, ells, Joe, però hi ha també un outcry en aquest país,' expressant preocupació allò'Israel no ascensor un bloody dit i ... Les nostres persones aconsegueixen matades. Podries imaginar que dolent que miraria, i si ell tot surt que podríem tenir les nostres persones fora però pel obduracy de tu i altres persones per dir-ho d'alguna manera. ... Significo les persones diuen, per què el bloody infern no proves?'"
El 9 de setembre el Consell de Seguretat de les Nacions Unides va reclamar l'alliberament dels passatgers, dins Resolució 286. El dia següent, lluitant entre el PFLP i forces jordanes erupted dins Ammân a l'Hotel Intercontinental, on les 125 dones i els nens eren mantinguts pel PFLP, i el Regne aparegut per ser en el caire de ple-escala guerra civil. La destrucció de l'aeronau el 12 de setembre va destacar la impotència del govern jordà en palestí-va controlar àrees, i els palestins van declarar la ciutat de Irbid per ser "liberated territori", en un repte directe a la regla d'Hussein .
El 13 de setembre la BBC el servei Mundial retransmès un anunci de govern dins l'àrab que diu que el Regne Unit alliberaria Khaled a canvi dels ostatges.
Segons Secretari dels Estats Units d'Henry Estatal Kissinger, "En aquest punt, si perquè [americà] readiness les mesures havien donat [King Hussein] un ascensor psicològic o perquè assoleixi el punt de desperation, Hussein va resoldre en un tot-fora de confrontation amb el fedayeen."
Complicant la crisi internacional era el fet que Síria i Iraq, el qual va tenir enllaços amb la URSS, ja hi havia aguaitat per intervenir en nom de grups palestins en qualsevol confrontation amb el Regne de Jordan. Segons documents britànics declassified sota la "trenta regla d'any", un King ansiós Hussein va preguntar el Regne Unit i Estats Units per passar una petició a Israel per bombardejar tropes sirianes si van entrar a Jordan dins suport dels palestins. Quan un tanc sirià va travessar la frontera, aeronau israeliana overflew l'àrea dins avís.

## Resolució i conseqüències
El rei Hussein va declarar la llei marcial el 16 de setembre i va iniciar accions militars, més tard conegudes com el conflicte de Setembre Negre de Jordània. L'ostatge David Raab va descriure les accions militars jordanes així: 
| « | "Érem al mig del pelant des de Ashrafiyeh era entre els objectius primaris de l'Exèrcit jordà. L'electricitat va ser tallada fora, i un altre cop vam tenir poc menjar o aigua. Tarda de divendres, vam sentir les pistes de metall d'un tanc clanking en el pavement. Érem de pressa herded a una habitació, i les guerrilles van tirar obrir les portes per fer l'edifici apareix abandonat així que no atregui foc. De cop, el pelant va parar." | » |

Aproximadament dues setmanes després de l'inici de la crisi, els ostatges restants van ser recuperats d'ubicacions de prop d'Amman i intercanviats per Leila Khaled i altres presoners de l'FPAP. Els ostatges van ser traslladats a Xipre i llavors a l'aeroport de Roma-Fiumicino, on el 28 de setembre van conèixer al president Nixon mentre realitzava una visita oficial a Itàlia i al Vaticà. Aquell dia, parlant amb els periodistes, afirmà que digué als ostatges alliberats que: 
| « | [Com a] resultat del que havien passat... la possibilitat de reduir en el futur els segrestos havia augmentat substancialment, perquè la comunitat internacional estava indignada per aquests incidents. Ara no només hem de mobilitzar a guàrdies als nostres vols, sinó que també desenvolupant infraestructures... amb el propòsit de veure que persones que podrien ser potencialment segrestadors no pugin a avions amb armes o material explosiu." | » |

Durant la crisi, el President Nixon va iniciar l'11 de setembre un programa per a redreçar el problema de la "pirateria de l'aire", incloent el llançament immediat d'un grup de 100 agents federals per a començar a servir com mariscals de cel armats en vols dels EUA. Més enllà de la declaració de Nixon s'indicava als departaments de Defensa i de Transport dels EUA quw determinessin si dispositius de Radiografia disponibles aleshores a l'exèrcit es podrien transferir a usos civils.
Oficialment, el FPAP renuncià a la tàctica de segrestos de vols comercials diversos anys més tard, tot i que alguns dels seus membres i subgrups van continuar segrestant alguna aeronau i cometent altres operacions violentes.

## Pel·lícula documental
L'any 2006, Ilan Ziv descrigué els segrestos de Dawson's Field a Hijacked, un episodi d'una hora de durada del programa de PBS American Experience, el qual escrigué, dirigí i fou emèsper primera vegada el 26 de febrer de 2006. Ziv inclogué apunts d'arxiu dels esdeveniments i entrevistà segrestadors, ostatges, membres dels mitjans de comunicació i polítics.